# Marija Barkauskaitė
Marija Barkauskaitė (* 1. September 1942 in Šukiškiai, Rajongemeinde Kelmė) ist eine litauische Pädagogin, Professorin und ehemalige Politikerin, Vizeministerin.

## Leben
Nach dem Abitur an der Mittelschule absolvierte sie 1963 das Diplomstudium der Pädagogik an der Šiaulių pedagoginis institutas in Šiauliai. Sie absolvierte die Aspirantur und promovierte danach an der Universität Tartu in Estland. 2000 habilitierte sie in Sozialwissenschaften in Vilnius. Ab 2001 lehrte sie als Professorin. 
Von 1963 bis 1966 arbeitete sie in Kulautuva (Rajongemeinde Kaunas) und von 1966 bis 1970 in Kaunas. Von 1976 bis 1990 lehrte sie am Vilniaus pedagoginis institutas (VPI). Von 1990 bis 1992 leitete sie die Bildungsabteilung der Verwaltung der Stadtgemeinde Vilnius. 1992 war sie Prorektorin am VPI und von 1993 bis 1995 stellvertretende Ministerin der Kultur und Bildung.

## Werke
- Mokinių tarpusavio santykiai, 1979
- Vaikų globos ir rūpybos Lietuvoje istorinės raidos apžvalga; mit V. Grikpėdienė, 1998
- Paauglys dabartinėje visuomenėje, 2001
- Specialiųjų poreikių vaikų ugdymas; mit V. Grincevičienė, 2001

## Auszeichnung
- 2002: Gediminas-Orden